# Angelo Gamba
Angelo Michele Gamba (Asti, 7 gennaio 1872 – Messina, 28 dicembre 1908) è stato un tenore italiano.

## Notizie biografiche
Intraprese gli studi all’Istituto di musica di Asti, sotto la guida di
Francesco Paolo Porzio e di Carlo Matteo Rissone.
Il 3 agosto 1896 sposò a Castana (Pavia) Maria Ernesta Angela Vercesi. Nel febbraio successivo si trasferì a Milano dove si perfezionò nel canto con il tenore Ranieri Baragli.
Il suo debutto avvenne nel 1899 al Politeama di Legnago come Manrico ne Il trovatore.
Si esibì negli anni successivi in numerosi e prestigiosi teatri europei: nel 1900 interpretò il Duca di Mantova nel Rigoletto al Teatro Nazionale di Bielostock, nello stesso anno interpretò Radames nell'Aida a Poltava.
A Venezia, nel 1901, interpretò Adel Muza nell'Ebreo di Apolloni, sempre nello stesso anno fu Don Josè nella Carmen, messa in scena presso il teatro Solodownikoff di Kiev.
Negli anni tra il 1902 e il 1908, aumentò il suo successo, con esibizioni in numerosi teatri italiani e stranieri: nel 1903 fu a San Pietroburgo, Montevideo, Genova, Napoli e Milano. Nel 1904 al Teatro alla Scala interpretò Radames nell'Aida di Giuseppe Verdi.
Divenuto un tenore di successo, si esibì a Perugia, Bari, Modena, La Valletta, Il Cairo, Verona e Trieste; i suoi pezzi forti erano Radames nell'Aida, Don Josè nella Carmen, Canio nei Pagliacci ed Ernani nell'Ernani.
Il 5 settembre 1905 è Manrico ne Il trovatore con Riccardo Stracciari al Teatro Donizetti di Bergamo e nel 1906 canta nella prima assoluta di Velda di Leopoldo Cassone al Teatro Vittorio Emanuele di Torino.
Nel dicembre 1908 venne scritturato al Teatro Vittorio Emanuele II di Messina, interpretava Radames nell'Aida, interpreti il soprano ungherese Paola Koralek (Aida) e poi i cantanti Flora Perini, Aristide Anceschi, Giuseppe Quinzi Tapergi, Francisca Solari, Umberto Sacchetti, Gaetano Mazzanti. 
La direzione era del maestro Franco Paolantonio. La sera di domenica 27 dicembre 1908 ci fu la rappresentazione, con enorme successo. Gli artisti della compagnia cenarono assieme, poi si diressero ciascuno al proprio alloggio: Gamba stava, con moglie e figli, all'Hotel Europe. Il tremendo terremoto lo colse, come tutti gli altri, nel sonno. Gamba si ritrovò da solo, semisepolto dalle macerie, con accanto i corpi senza vita dei due figli e della moglie, circondato dalle fiamme. Ritrovato ancora vivo dai soccorritori, spirò poche ore più tardi, mentre si cercava di strapparlo alla morte. Gli altri artisti della compagnia riuscirono tutti a salvare miracolosamente la propria vita, anche se alcuni di loro riportarono gravi ferite o rimasero sfigurati da queste.

## Repertorio parziale
- Georges Bizet
  - Carmen (Don José)
- Antônio Carlos Gomes
  - Il Guarany (Pery)
- Ruggero Leoncavallo
  - Pagliacci (Canio)
- Giuseppe Verdi
  - Ernani (Ernani)
  - Rigoletto (Duca di Mantova)
  - Il trovatore (Manrico)
  - La traviata (Alfredo Germont)
  - Aida (Radamès)
  - Otello (Otello)